# Go with the Flow
Singles de Queens of the Stone Age
No One Knows (en) First It Giveth
Go with the Flow est une chanson du groupe californien Queens of the Stone Age, second single issu de leur album Songs for the Deaf, paru en 2002. 

Morceau emblématique de la formation, il est repris couramment lors de leurs concerts, et contribua significativement au succès de cet album.
Bien qu'enregistré en studio avec Dave Grohl, son écriture remonte à plus loin, et il fut déjà joué en live avant même le début de l'enregistrement de "Songs for the Deaf".

## Formats
UK CD 1
1. "Go with the Flow" (album version)
2. "No One Knows (en)" (UNKLE remix)
3. "Hangin' Tree" (live; Melkweg, Amsterdam, 24 juin 2002)
4. "Go with the Flow" (video)

 UK CD 2
1. "Go with the Flow" (version album)
2. "Regular John" (live; Melkweg, Amsterdam, 24 juin 2002)
3. "Do It Again" (live; Melkweg, Amsterdam, 24 juin 2002)

 Australie (édition spéciale)
1. "Go with the Flow" (version album)
2. "Avon" (live; The Mean Fiddler, Londres, 25 juin 2002)
3. "No One Knows (en)" (Lavelle remix)
4. "No One Knows" (video)

 Hollande
1. "Go with the Flow" (version album)
2. "Avon" (live; The Mean Fiddler, Londres, 25 juin 2002)
3. "No One Knows" (UNKLE remix)
4. "No One Knows" (video)

 UK 12"
1. "Go with the Flow" (version album)
2. "No One Knows" (UNKLE remix)